# نیروگاه هسته‌ای دوال
نیروگاه هسته‌ای دوال (به لاتین: Doel Nuclear Power Station) یک نیروگاه هسته‌ای در بلژیک است که در بووران واقع شده‌است.